# Covelo de Paivó

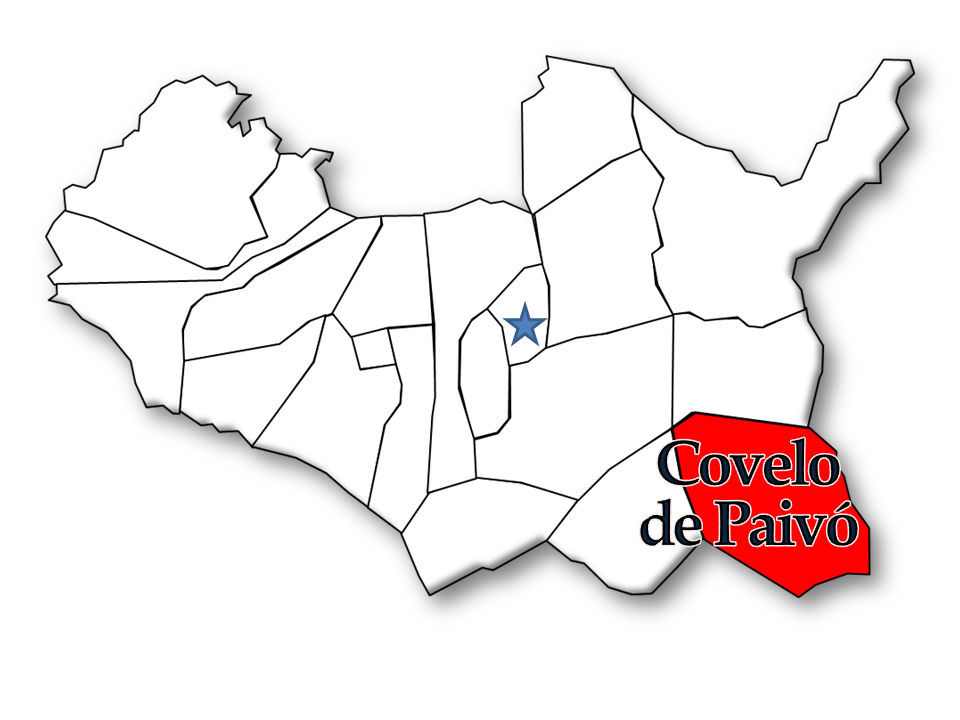
Localização no Município de Arouca

Covelo de Paivó é uma povoação portuguesa do Município de Arouca que foi sede da extinta Freguesia de Covelo de Paivó, freguesia que tinha 26,48 km² de área e 103 habitantes (2011), e, por isso, uma densidade populacional de 3,9 hab/km².
A Freguesia de Covelo de Paivó foi extinta em 2013, no âmbito de uma reforma administrativa nacional, tendo sido agregada à Freguesia de Janarde para formar uma nova freguesia denominada União das Freguesias de Covelo de Paivó e Janarde da qual é sede.
Covelo de Paivó pertenceu ao extinto concelho de Sul até 1853, quando foi integrado em São Pedro do Sul. Em 1917 passou para o actual concelho (município na designação em vigor).

## População
| População da freguesia de Covelo de Paivó | População da freguesia de Covelo de Paivó | População da freguesia de Covelo de Paivó | População da freguesia de Covelo de Paivó | População da freguesia de Covelo de Paivó | População da freguesia de Covelo de Paivó | População da freguesia de Covelo de Paivó | População da freguesia de Covelo de Paivó | População da freguesia de Covelo de Paivó | População da freguesia de Covelo de Paivó | População da freguesia de Covelo de Paivó | População da freguesia de Covelo de Paivó | População da freguesia de Covelo de Paivó | População da freguesia de Covelo de Paivó | População da freguesia de Covelo de Paivó |
| ----------------------------------------- | ----------------------------------------- | ----------------------------------------- | ----------------------------------------- | ----------------------------------------- | ----------------------------------------- | ----------------------------------------- | ----------------------------------------- | ----------------------------------------- | ----------------------------------------- | ----------------------------------------- | ----------------------------------------- | ----------------------------------------- | ----------------------------------------- | ----------------------------------------- |
| 1864                                      | 1878                                      | 1890                                      | 1900                                      | 1911                                      | 1920                                      | 1930                                      | 1940                                      | 1950                                      | 1960                                      | 1970                                      | 1981                                      | 1991                                      | 2001                                      | 2011                                      |
| 326                                       | 309                                       | 284                                       | 286                                       | 319                                       | 339                                       | 318                                       | 465                                       | 498                                       | 392                                       | 318                                       | 247                                       | 202                                       | 169                                       | 103                                       |

Pela lei nº 653, de 16/02/1917, deixou de fazer parte do concelho de São Pedro do Sul (Portugal), distrito de Viseu, passando para o actual concelho. (Fonte: INE)
| Distribuição da População por Grupos Etários | Distribuição da População por Grupos Etários | Distribuição da População por Grupos Etários | Distribuição da População por Grupos Etários | Distribuição da População por Grupos Etários | Distribuição da População por Grupos Etários | Distribuição da População por Grupos Etários | Distribuição da População por Grupos Etários | Distribuição da População por Grupos Etários | Distribuição da População por Grupos Etários |
| -------------------------------------------- | -------------------------------------------- | -------------------------------------------- | -------------------------------------------- | -------------------------------------------- | -------------------------------------------- | -------------------------------------------- | -------------------------------------------- | -------------------------------------------- | -------------------------------------------- |
| Ano                                          | 0-14 Anos                                    | 15-24 Anos                                   | 25-64 Anos                                   | < 65 Anos                                    |                                              | 0-14 Anos                                    | 015-24 Anos                                  | 25-64 Anos                                   |                                              |
| 2001                                         | 19                                           | 28                                           | 76                                           | 46                                           |                                              | 11,2%                                        | 16,6%                                        | 45,0%                                        | 27,2%                                        |
| 2011                                         | 9                                            | 8                                            | 45                                           | 41                                           |                                              | 8,7%                                         | 7,8%                                         | 43,7%                                        | 39,8%                                        |

## Património e locais de interesse turístico
- Drave - aldeia abandonada, em recuperação pela IV secção do Corpo Nacional de Escutas, os caminheiros. Nesta aldeia situa-se a Base Nacional da IVª, ou BNIV
- Regoufe
- Lugar do Pêgo
- Minas de volfrâmio de Regoufe
- PR 13 - Na Senda de Paivô
- PR 14 - A Aldeia Mágica
- Praia do rio Paivô
- Igreja De São Pedro (matriz)
- Capela de Santo Amaro - em Regoufe
- Capela de Nossa Senhora da Saúde - na Drave